# Cirillo VII di Costantinopoli
Cirillo VII (Edirne, 1775 – Heybeliada, 1872) è stato un arcivescovo ortodosso greco con cittadinanza ottomana, che ha ricoperto la carica di Patriarca ecumenico di Costantinopoli tra il 1855 e il 1860.
È stato metropolita di Eno dal 1831 al 1847, e di Amasea dal 1847 al 1855.